# Экстра М (фабрика)
«Экстра М» (Московская макаронная фабрика № 1) — предприятие макаронной промышленности в Москве, в районе Сокольники, производит несколько видов макаронных изделий под одноимённой торговой маркой.
Основана в 1883 году немецким промышленником Иоганном Дингом, после строительства запущена в производство в 1900 году, в советские времена несколько раз реконструировано и расширено, в 1990-е годы акционировано, получило современное наименование и сменило несколько владельцев. С 2010-х годов принадлежит итальянской фирме De Cecco.

## Расположение
Территория предприятия занимает часть квартала, ограниченного 1-й, 2-й, 3-й Рыбинскими улицами и улицей Лобачика, площадь земельного участка — 1,56 га, на нём размещено 7 цеховых и административных построек, площадь крупнейшего производственного корпуса, расположенного в центре квартала — 13 тыс. м². Изначально территория фабрики занимала почти весь квартал, но впоследствии от неё отделена северо-западная часть для обувной фабрики «Буревестник», а в 2010-е годы особняк Динга — здание исторической конторы фабрики площадью около 1 тыс. м² на участке 0,15 га — также выделен из имущественного комплекса и сохранён за прежними владельцами (структурами Андрея Ковалёва).

## История

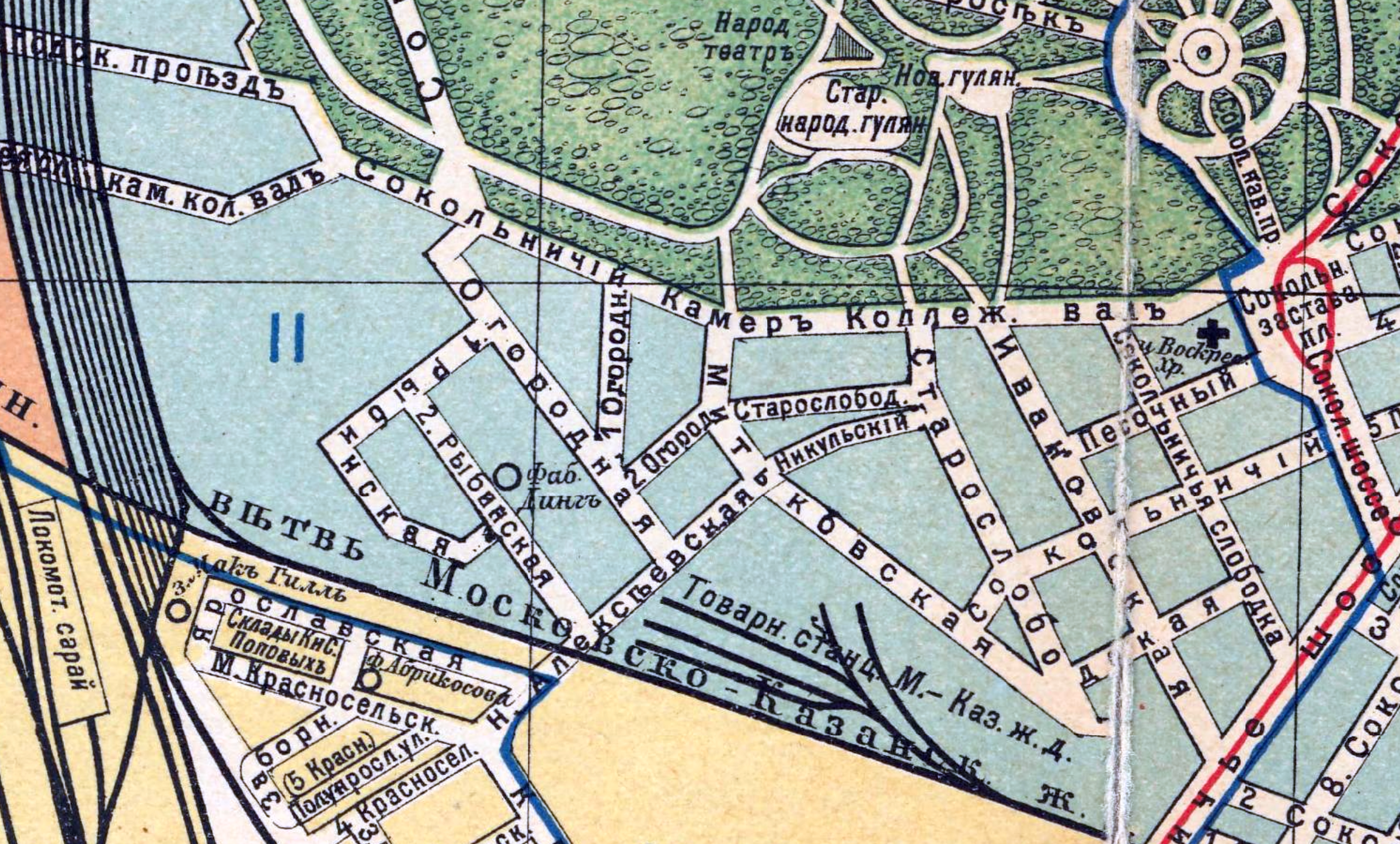
Фабрика Дингъ, 1915

### Макаронная фабрика Динга
Предприятие считается старейшей российской макаронной фабрикой: это была первая в Москве и вторая в Российской Империи макаронная фабрика. Земли в Сокольниках вдоль заболоченного побережья Рыбинки под строительство фабрики были в 1895 году выделены московским генерал-губернатором великим князем Сергеем Александровичем выходцу из Гамбурга Иоганну Дингу, владевшему на тот момент небольшим мукомольным производством в Замоскворечье. Первый производственный корпус высотой в шесть этажей был отстроен в 1900 году, в том же году предприятие пущено, первоначальная мощность составила 20 тонн макаронной продукции в сутки. В 1902 году отстроен административный корпус и здание конторы фабрики — дом в стиле немецкого модерна по проекту Александра Калмыкова, в котором владелец фабрики поселился с семьёй и прожил немногим менее 10 лет.

### Московская макаронная фабрика № 1

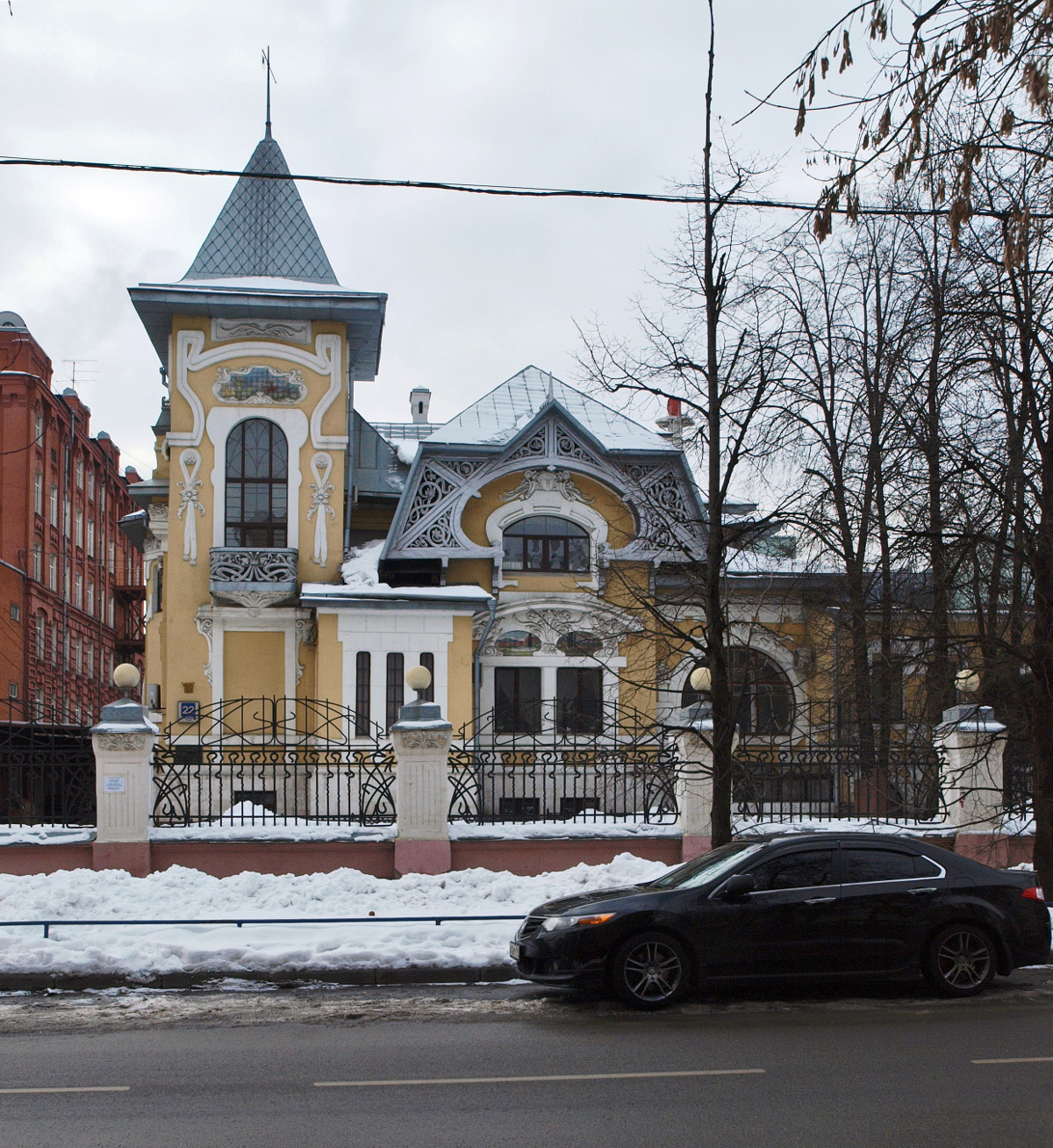
Особняк Динга на территории предприятия, слева из красного кирпича — фабричный корпус

С началом Первой мировой войны Динг уехал из России, продав фабрику промышленнику Николаю Бландову, вскоре производство было свёрнуто, а фабрика была законсервирована, и лишь в 1922 году предприятие вновь введено в эксплуатацию. В годы Советской власти фабрика получила номерное наименование — «Московская макаронная фабрика № 1», многократно реконструировалось, достраивались новые производственные корпуса. В середине 1920-х годов часть территории фабрики с корпусами выделена для кожевенно-обувной фабрики «Буревестник».
В 1960-е годы Министерство пищевой промышленности озаботилось освоением выпуска длиннотрубчатых макаронных изделий, и Московская макаронная фабрика № 1 стала опытным предприятием по внедрению в массовое производство этого вида изделий. Для этого была закуплена итальянская линия Braibanti производительностью 8 тонн в сутки и создана школа обучения работе на данном оборудовании. В дальнейшем на том же участке длиннотрубчатых изделий развёрнуты линии советская линия ЛМБ, французские сушилки Rolinox, а также более современная линия Braibanti мощностью 35 тонн в сутки.
Пиковые мощности предприятия к первой половине 1980-х годов составили 200 тонн в сутки (30—40 тыс. тонн в год).
С расширением географии импорта продуктов питания во времена советской перестройки и дальнейшей либерализацией торговли в эпоху постсоветской России значительно выросла конкуренция с импортными макаронами и спрос на продукцию фабрики упал, только с 1992 года до 1996 года российское производство макарон сократилось вдвое, а доля импортной продукции к 1996 году превзошла 50 %.

### Период самостоятельности
В январе 1993 года предприятие было акционировано по программе приватизации, основной пакет акций был распределён среди трудового коллектива, в том же году фабрика сменила название на «Экстра М» и стала маркировать продукцию этим наименованием. Несмотря на значительное падение объёмов выпуска, предприятие оставалось фактическим монополистом на московском рынке макаронных изделий, и со второй половины 1990-х годов объёмы производства росли: так, в 1996 году фабрика произвела 20 тыс. тонн готовой продукции, в 1997 году — 29 тыс. тонн, а в 1998 году — 33,8 тыс. тонн; таким образом, к 1998 году выработка предприятия составила более 60 % потребления макаронных изделий в Москве, или 3,6 % от общероссийского потребления. Производительность к 1998 году выведена на уровень 100 тонн готовой продукции в сутки, загрузка мощностей приближалась к предельным значениям, с целью наращивания объёмов производства начата модернизация, из-за кризиса 1998 года и проблем с проведением банковских платежей поставка заказанной для этих целей итальянской линии была существенно задержана.
Одним из результатов кризиса 1998 года стало падение реальных доходов населения, с чем связан рост спроса на макаронные изделия, в условиях задержки модернизации производства «Экстра М» заметную долю макаронного рынка Москвы захватила челябинская фирма «Макфа», ставшая к тому моменту крупнейшим российским производителем макаронных изделий, и на этом основании апеллировавшая в судах к некорректности использования слогана «№ 1 в России» на упаковках продукции «Экстра М». К 2000 году фабрика завершила модернизацию на общую сумму $4 млн, запустив две линии Fava суммарной мощностью 2,4 тыс. тонн в месяц.

### 2000-е годы
В 2000 году предприятие приобретено банком «Нефтяной» Игоря Линшица, сумма сделки не раскрывалась. К 2002 году фабрика занимала второе место на российском рынке макаронной продукции, оценивавшимся на уровне $300 млн, с долей 12 %, уступая лишь «Макфе», занявшей 16 % рынка; выручка фабрики составила около 1 млрд рублей.
В 2003 году фабрика продана структуре «Интерроса» — фирме «Агрос», сумма сделки обозначалась как сопоставимая с 1 млрд руб. — годовым оборотом предприятия. Вскоре «Агрос» приобрёл ещё два крупных макаронных предприятия — Первую петербургскую макаронную фабрику и смоленский завод «Саоми», и в конце 2005 года выделил макаронно-промышленные активы, общая сумма вложений в которые оценивалась впоследствии на уровне $40 млн, в самостоятельную единицу, получившую наименование «Первая макаронная компания». В 2007 году «Первая макаронная компания» продана фирме «Экоофис» Андрея Ковалёва за $55 млн. Площадь земельного участка фабрики на момент сделки составляла около 2 га, другими претендентами на макаронный бизнес «Интерроса» были две другие девелоперские компании — «ПИК» и «Росбилдинг», в этой связи предполагалось, что макаронное производство будет выведено в Смоленск, а корпуса «Экстры М» преобразованы в офисы. Однако, несмотря на то что «Экоофис» до сделки занимался исключительно реконструкцией зданий и сдачей в аренду офисных площадей, макаронные производства на всех трёх фабриках, в том числе и на московской, были сохранены.

### Период De Cecco
В 2010 году Ковалёв выставил Первую макаронную компанию со всеми её активами на продажу с оценкой стоимости всего бизнеса от $50 млн; в августе 2011 года в Федеральную антимонопольную службу поступила заявка от крупного итальянского производителя макаронных изделий De Cecco на приобретение компании Ковалёва. Осенью 2011 года сделка была осуществлена, в итоге итальянская фирма заплатила за Первую макаронную компанию 36 млн евро, включая 730 млн рублей задолженности. По условиям сделки, за структурами Ковалёва остался особняк Динга и право выкупить за 12 млн евро весь остальной земельный участок «Экстры М», после того как De Cecco, предположительно в 2016 году, построит новую фабрику и выведет на неё московское производство. Предыдущий владелец оценил общий финансовый результат вложений в макаронный бизнес как отрицательный, но рассчитывает заработать на строительстве жилья после выкупа земельного участка у De Cecco.
После поглощения управляющим производством назначен итальянец Андреа Куомо, среди мер итальянских владельцев — увеличение выпуска изделий из твёрдых сортов пшеницы с 5 до 30 %, изменение некоторых бизнес-процессов (в частности, разгрузка муковозов в дневное время начинается только после прохождения экспресс-анализа сырья и экспедиторам выдаётся запечатанный образец сырья на случай возникновения рекламаций при более тщательном анализе), уменьшение размеров пачек, модификация форм некоторых изделий с целью повышения привлекательности их внешнего вида в упаковке, а также сближения со стандартами, используемыми в Италии. В начале 2015 года цены на продукцию фабрики вслед за ростом цен на сырьё выросли на 15—20 %, но с введением российскими властями в середине года запретительных экспортных пошлин на зерно, ситуация стабилизировалась. Генеральный директор в середине 2010-х годов — Андрей Дрибный, по состоянию на 2018 год предприятие возглавляет Ян Жан Эрви.